# Rachidatou Seini Maikido
Rachidatou Seini Maikido (sinh ngày 18 tháng 9 năm 1988) là một vận động viên điền kinh và điền kinh người Niger, chuyên môn trong 400 mét. Seini Maikido đại diện cho Niger tại Thế vận hội Mùa hè 2008 ở Bắc Kinh, nơi cô thi đấu cho 400 mét nữ. Cô chạy trong sức nóng thứ ba của vòng sơ khảo đầu tiên, kết thúc cuộc đua ở vị trí cuối cùng. Cô cũng thiết lập cả hai cá nhân tốt nhất của mình và kỷ lục quốc gia là 1: 03,19, là một trong hai vận động viên đã hoàn thành sức nóng sau một phút. Tuy nhiên, Seini Maikido đã thất bại trong trận bán kết, khi cô xếp hạng bốn mươi chín, và xếp hạng dưới ba vị trí bắt buộc cho vòng tiếp theo.